# Voressen

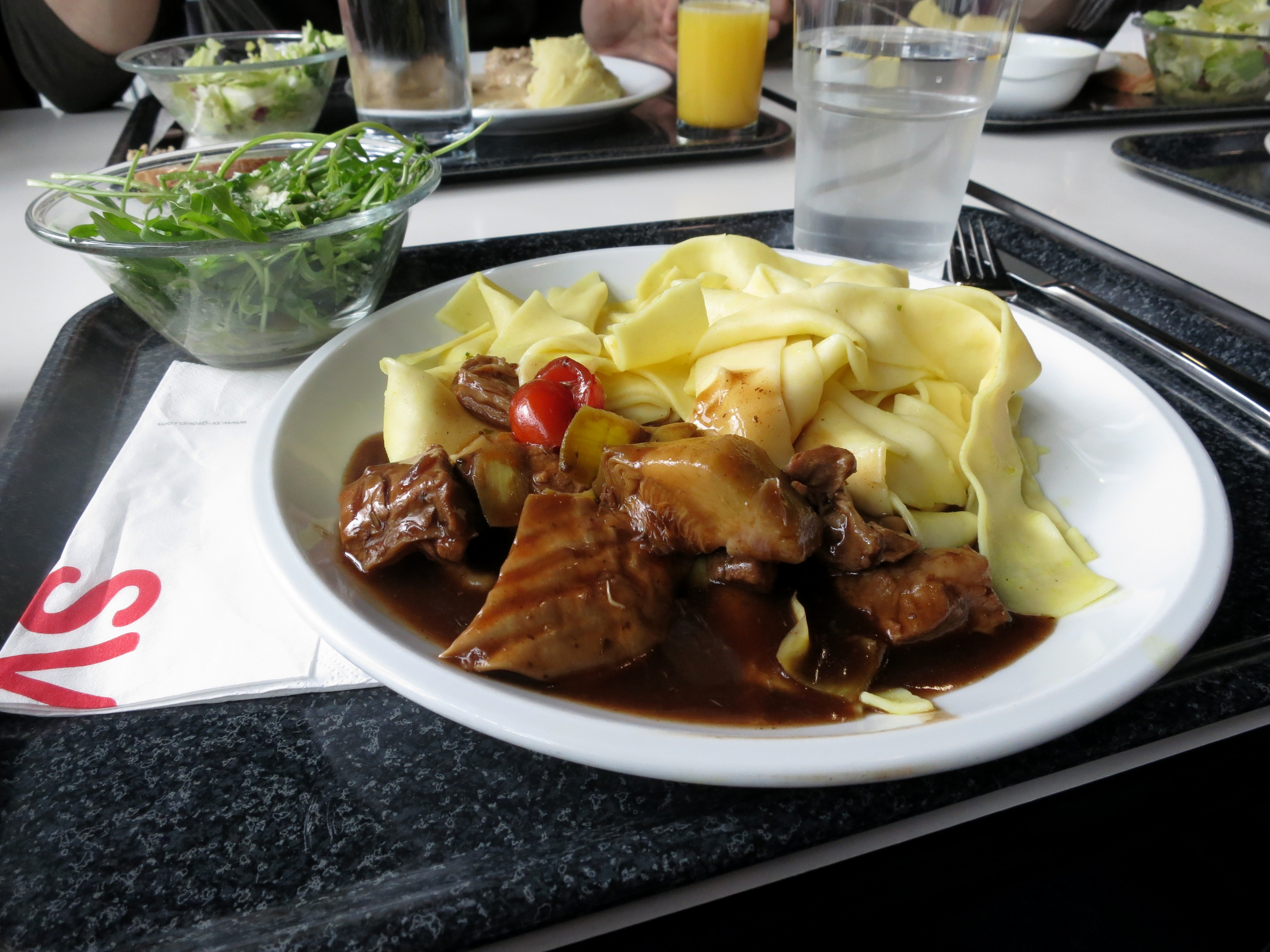
Kalbsvoressen

Voressen ist eine Schweizer Variante des Ragouts.

## Geschichte
Der Begriff stammt aus jener Zeit, als festliche Mahlzeiten noch sehr üppig waren und man sich nicht mit einem Fleischgang begnügte. Und als Vorspeise – vor dem Essen oder Voressen – wurde meist ein Ragout gereicht. So ist es zum Beispiel bei einer echten Freiburger Fête de Bénichon (Kirchweih) heute noch üblich, das Festmahl mit einem Lammvoressen zu beginnen.
Voressen werden vom Kalb, Rind, Schwein oder Lamm angeboten.
Von den unterschiedlichen Tieren werden folgende Teile verwendet:
- Kalb: Hals, Brust, Schulter und Schenkel (siehe auch Kalbsvoressen)
- Rind: Hals, Schenkel und Lempen (schweizerisch für Bauchlappen).
- Schwein: Schulter und Schenkel
- Lamm: Hals, Schulter und Brust.

Mageres Voressen gewinnt man aus der Schulter, eher durchzogenes aus der Brust. Schenkelfleisch benötigt eine etwas längere Garzeit. Es ist jedoch aromatischer, und Liebhaber schätzen den Geschmack, den die feinen, weichgekochten Sehnen im Schenkel hergeben.
Frisch geschnittenes Voressen ist im Kühlschrank zwei bis drei Tage haltbar. Es lässt sich auch problemlos tiefkühlen.

## Zubereitung
Das Fleisch wird auf allen Seiten angebraten, eine Bratengarnitur (besteckte Zwiebel und fein geschnittene Rüebli) beigefügt und mit etwas Mehl bestäubt weiter geröstet. Anschliessend Wasser oder Bouillon dazugeben (ablöschen) und mit Salz oder Streuwürze, Pfeffer, Majoran und Rosmarin würzen. Das Ganze nun zugedeckt einige Zeit (je nach Art des Fleisches) schmoren lassen. Nach Belieben in den letzten 15 Minuten gewürfelte Tomaten und Pilze mitkochen. Zu diesem Gericht werden traditionell Salzkartoffeln oder Kartoffelstock, heute auch Reis serviert.